# Tavoy
Tavoy (și scris Dawei sau Tavai) este un oraș în sudul Republicii Socialiste Birmania. Are o populație de 137.000 persoane.

## Geografie
Orașul este situat aproape de la gura de vărsare a râului omonim care traversează Tavoy de la nord spre sud, la 14.09°N 98.20°E. Este capitala regiunii Tanintharyi (Tenasserim) și cel mai mare oraș din sudul Republicii Myanmar (Peninsula Malay). 

## Economie
Tavoy este un important centru economic din sudul țării. În plus este un port important la Marea Andaman.